# Dritëro Agolli
Dritëro Agolli (n. 13 octombrie 1931, Districtul Devoll, regiunea Korçë, Albania – d. 3 februarie 2017, Tirana, Albania) a fost un scriitor și ziarist albanez.
Operele lui, atât poezia cât , povestiri scurte și romane, idealizează sistemul comunist și cântă așa numitul om nou, pe care comuniștii albanezi îl aveau ca ideal.

## Opera
- Mesditë (Mediodía), poezii 1969
- Komisari Memo (Comisario Memo), roman 1970
- Shkëlqimi dhe rënia e shokut Zylo (Ascensiunea și căderea tovarășului Zylo - publicat în Germania de Est  sub titlul Zylo sau Călătoria aventuroasă prin lumea minunată a birocrației), roman 1973
- Njeriu me top (Omul cu tunul), roman 1975
- Nënë Shqipëri (Mama Albania), poezii 1976
- Trendafili në gotë (Trandafir în vază), roman 1980
- Mosha e bardhë(Epoca albă) teatru 1985
- Njerëz të krisur(Oameni nebuni) povestire scurtă 1995
- Shpirti i gjyshërve 101 këngë, (Spiritul bunicilor - 101 cântece)  poezii 1996
- Vjen njeriu i çuditshëm (A venit un om ciudat) , poezii 1996
- Teshtimat e lirisë. Njeriu, politika dhe kultura (Strănutul libertatii .Omul, politica și cultura) eseu 1997
- Zhurma e erërave të dikurshme (Vocea vânturilor de pe vremuri) povestire scurtă 1999
- Gdhihet e ngryset (Răsărit și amurg), poezii 2000
- Dështaku (Învinsul) roman 2000